# Müllheim
För andra betydelser, se Müllheim (olika betydelser).
Müllheim är en stad i Landkreis Breisgau-Hochschwarzwald i regionen Südlicher Oberrhein i Regierungsbezirk Freiburg i förbundslandet Baden-Württemberg i Tyskland.  Staden har cirka 20 000 invånare.
Staden nämns för första gången i ett dokument från år 758.
Staden ingår i kommunalförbundet Müllheim-Badenweiler tillsammans med staden Sulzburg samt kommunerna Auggen, Badenweiler och Buggingen.